# Biskopsvalet i Linköpings stift 2022
Biskopsvalet i Linköpings stift 2022 var ett val av biskopen för Linköpings stift inom Svenska kyrkan. Valet vanns av Marika Markovits, efter nomineringsval och två valomgångar. Markovits vegs till biskop den 15 januari 2023, och tillträdde samtidigt som biskop för Linköpings stift. Hon är den första kvinnan som innehaft biskopsämbetet i stiftet.

## Bakgrund

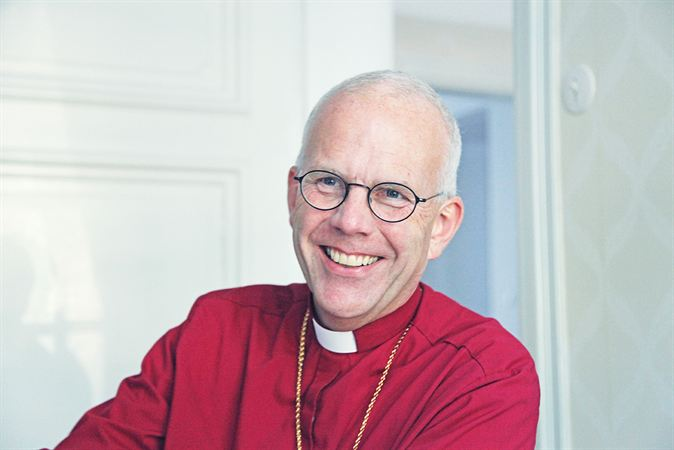
Avgående biskop Martin Modéus.

Enligt kyrkoordningen ska Svenska kyrkan vara indelad i stift, som leds av en biskop. Stiften utgör ett pastoralt område och ska främja och ha tillsyn över församlingarna. Biskopen ansvarar för ledning och tillsyn i stiftet, för att evangeliet förkunnas rent och klart samt att sakramenten förvaltas enligt kyrkans bekännelse och ordning. Biskopen viger präster och diakoner samt visiterar stiftets församlingar.
Biskopen är ordförande i stiftsstyrelsen och domkapitlet, och ledamot i biskopsmötet. Biskopssäte är Linköping, och domkyrka är Linköpings domkyrka. Biskopens residens är biskopsgården i centrala Linköping.
I biskopsvalet i Linköpings stift 2010 valdes Martin Modéus till ny biskop av Linköpings stift. Han biskopvigdes och tillträdde ämbetet den 6 mars 2011.
Den 8 juni 2022 meddelade Svenska kyrkan att Modéus valts till ny ärkebiskop av Uppsala i ärkebiskopsvalet i Svenska kyrkan 2022. Med anledning av detta beslutade stiftsstyrelsen den 14 juni 2022 om en tidsplan för biskopsval i Linköpings stift.

## Valprocessen
Enligt Kyrkoordning för Svenska kyrkan ska biskopar utses genom val i stiftet. Valet ska föregås av ett nomineringsval, samt behörighetsprövning av de nominerade. Det är stiftsstyrelsen som ansvarar för genomförandet av nomineringsval och val, medan Svenska kyrkans ansvarsnämnd för biskopar svarar för behörighetsprövningen. Röstberättigade i valet är
- de präster och diakoner som är anställda tills vidare eller minst sex månader i stiftet, dess församlingar eller pastorat,
- ett lika stort antal elektorer från församlingarna i stiftet, samt
- domkapitlets och stiftsstyrelsens ledamöter.[11]

Den 14 juni 2022 fastställde stiftsstyrelsen tidsplan för biskopsvalet och fastställde samtidigt antalet elektorer till 279 ordinarie och 279 ersättare. Från stiftsstyrelsen och domkapitlet var 19 ledamöter röstberättigade.
Under perioden 1–16 september fanns möjlighet för de röstberättigade att lämna skriftliga nomineringar. Under denna period nominerades följande personer:
| Namn               | Nuvarande befattning                                                                                    | Nominerad av |
| ------------------ | --- | --- |
| Erik Eckerdal      | teologie doktor, präst och direktor för stiftelsen Samariterhemmet                                      | Karin Larsdotter, Ryds församling, Linköping (präst)                                                                                     |
| Jan Eckerdal       | teologie doktor, präst och teologisk rådgivare på Sveriges kristna råd                                  | Emma Audas, Pilgrimscentrum, Vadstena (präst)                                                                                            |
| Jonas Eek          | teologie doktor, präst och opinionschef på Kyrkans Tidning                                              | Helena Cimbritz, Norrköpings pastorat (elektor) Mikael Billemar, S:t Olofs församling, Norrköping (präst)                                |
| Anders Göranzon    | teologie doktor, präst och generalsekreterare på Svenska Bibelsällskapet                                | Ilka Mårtensson, S:t Olofs församling, Norrköping (elektor)                                                                              |
| Gunilla Hallonsten | kyrkoherde i Malmö pastorat                                                                             | Bulle Davidsson, Vreta klosters församling, ordförande i Kvinnor i Svenska kyrkan (elektor) Agneta Eriksson, Åkerbo församling (elektor) |
| Beatrice Lönnqvist | kyrkoherde i Botkyrka församling och kontraktsprost i Huddinge-Botkyrka kontrakt                        | Klas Corbelius, Norrköpings pastorat (elektor)                                                                                           |
| Marika Markovits   | domprost i Stockholms domkyrkoförsamling                                                                | Anne Sophie Norlén, S:t Anna församling, Söderköping (elektor) Cecilia Gyllenberg Bergfasth, Linköpings domkyrkopastorat, (elektor)      |
| Fredrik Olofsson   | teologie licentiat, stiftsadjunkt vid Linköpings stift och tf församlingsherde Folkungabygdens pastorat | Berit Horned, Kinda pastorat (elektor)                                                                                                   |
| Ninni Smedberg     | arbetsledande diakon och samordnare av det diakonala arbetet i Malmö pastorat                           | Maria Bard, Diakonicentrum, Norrköpings pastorat och Linda Lagnestam, Vadstena och Dals församlingar (diakoner)                          |
| Johannes Zeiler    | teologie doktor, präst och domkyrkolektor i Linköpings domkyrkopastorat                                 | Catharina Helmersson, Landeryds församling, (präst)                                                                                      |
| Maria Åkerström    | kyrkoherde i Folkungabygdens pastorat                                                                   | Jörgen Kalmendal, Linköpings domkyrkopastorat (diakon) Ingrid Dahlberg och Anders Wång, Slaka-Nykils pastorat (elektorer)                |
| Michael Öjermo     | kyrkoherde i Täby församling                                                                            | Ulf Hjertman, Åkerbo församling (elektor) och Magnus Svensson, Vadstena pastorat                                                         |
| Referenser:        | | |

### Nomineringsvalet
Den 19 september samlades de röstberättigade för pläderingar och nomineringsval. Utöver de nomineringar som inkommit skriftligt före nomineringsvalet nominerade Ilona Degermark, kyrkoherde i Borensbergs pastorat, även Magnus Svensson, kyrkoherde i Vadstena pastorat och kontraktsprost i Vätterbygdens kontrakt. Gunilla Hallonsten hade samma dag som nomineringsvalet genomfördes avsagt sig nomineringen.
Totalt avlades 442 röster, varav 438 var giltiga. Valresultatet utföll som följer:
| Namn                                                         | Antal röster | Andel röster |
| ------------------------------------------------------------ | ------------ | ------------ |
| Kvalificerade för att gå vidare till behörighetsprövning:    |              |              |
| Jan Eckerdal                                                 | 86           | 19,6 %       |
| Johannes Zeiler                                              | 77           | 17,6 %       |
| Beatrice Lönnqvist                                           | 62           | 14,2 %       |
| Jonas Eek                                                    | 57           | 13,0 %       |
| Marika Markovits                                             | 57           | 13,0 %       |
| Michael Öjermo                                               | 23           | 5,3 %        |
| Ej kvalificerade för att gå vidare till behörighetsprövning: |              |              |
| Erik Eckerdal                                                | 19           | 4,4 %        |
| Fredrik Olofsson                                             | 15           | 3,4 %        |
| Ninni Smedberg                                               | 15           | 3,4 %        |
| Maria Åkerström                                              | 13           | 3,0 %        |
| Anders Göranzon                                              | 9            | 2,1 %        |
| Magnus Svensson                                              | 5            | 1,1 %        |
| Referenser:                                                  |              |              |

### Behörighetsprövning
Svenska kyrkans ansvarsnämnd för biskopar ska pröva behörigheten att biskopvigas hos samtliga kandidater som fått minst 5 % av rösterna i nomineringsvalet, och som inte redan tjänstgör som biskop. Prövningen avser att den nominerade är döpt och konfirmerad, tillhör Svenska kyrkan och har förklarat sig beredd att tjänstgöra tillsammans med kyrkans alla andra vigda ämbetsinnehavare, oavsett deras kön.
Den 12 oktober 2022 beslutade Svenska kyrkans ansvarsnämnd för biskopar att samtliga sex kandidater som kvalificerat sig för behörighetsprövning är behöriga att väljas i valet av biskop i Linköpings stift.

### Hearing med biskopskandidaterna
Den 15 oktober anordnade stiftet en offentlig hearing med de behöriga biskopskandidaterna. Hearingen leddes av Maria Södling, teologie doktor och senior rådgivare vid Svenska kyrkans enhet för forskning och analys, och Anders Ahlberg, journalist vid Kyrkans Tidning. Dessutom medverkade Lucas Persson, från Svenska Kyrkans Unga i Linköpings stift.

### Första valomgången
En första valomgång genomfördes den 24 oktober 2022. Röstningen skedde i sju valkretsar: dels stiftets sex kontrakt och dels stiftsstyrelsen och domkapitlet som samlades på stiftskansliet i Linköping.
Totalt deltog 506 röstberättigade. Ingen av de nominerade fick mer än hälften av rösterna, därför går de två kandidater som fått flest röster – Marika Markovits och Jan Eckerdal – vidare till en andra valomgång.  Valresultatet utföll som följer:
| Namn                                                       | Antal röster | Andel röster |
| ---------------------------------------------------------- | ------------ | ------------ |
| Kvalificerade för att gå vidare till andra valomgången:    |              |              |
| Marika Markovits                                           | 162          | 32,0 %       |
| Jan Eckerdal                                               | 98           | 19,4 %       |
| Ej kvalificerade för att gå vidare till andra valomgången: |              |              |
| Johannes Zeiler                                            | 84           | 16,6 %       |
| Jonas Eek                                                  | 62           | 13,2 %       |
| Beatrice Lönnqvist                                         | 57           | 11,3 %       |
| Michael Öjermo                                             | 38           | 7,5 %        |
| Referenser:                                                |              |              |

### Andra valomgången
Eftersom ingen av kandidaterna fått mer än hälften av rösterna i den första valomgången genomfördes en andra valomgång mellan de två kandidater som fått flest röster i den första valomgången den 7 november 2022. Valkretsindelningen var den samma som vid den första valomgången. Totalt avlades 519 giltiga röster, och valet vanns av Marika Markovits med 63,4 % av rösterna.
| Namn             | Antal röster | Andel röster |
| ---------------- | ------------ | ------------ |
| Marika Markovits | 329          | 63,4 %       |
| Jan Eckerdal     | 120          | 36,6 %       |
| Referenser:      |              |              |

## Tillträde som ny biskop
Den avgående biskopen, Martin Modéus, lade ned sin biskopsstav och avgick som stiftsbiskop vid en gudstjänst i Linköpings domkyrka den 26 november 2022.
Då Modéus därefter tillträdde som ny ärkebiskop för Svenska kyrkan blev det också han som biskopsvigde Marika Markovits som Linköpings stifts nya biskop. Detta skedde vid en gudstjänst i Uppsala domkyrka den 15 januari 2023. Markovits blev därmed den första kvinnan som tjänstgör som biskop för Linköpings stift.
Marika Markovits mottogs som ny biskop vid en gudstjänst i Linköpings domkyrka den 21 januari 2023.

## Se även

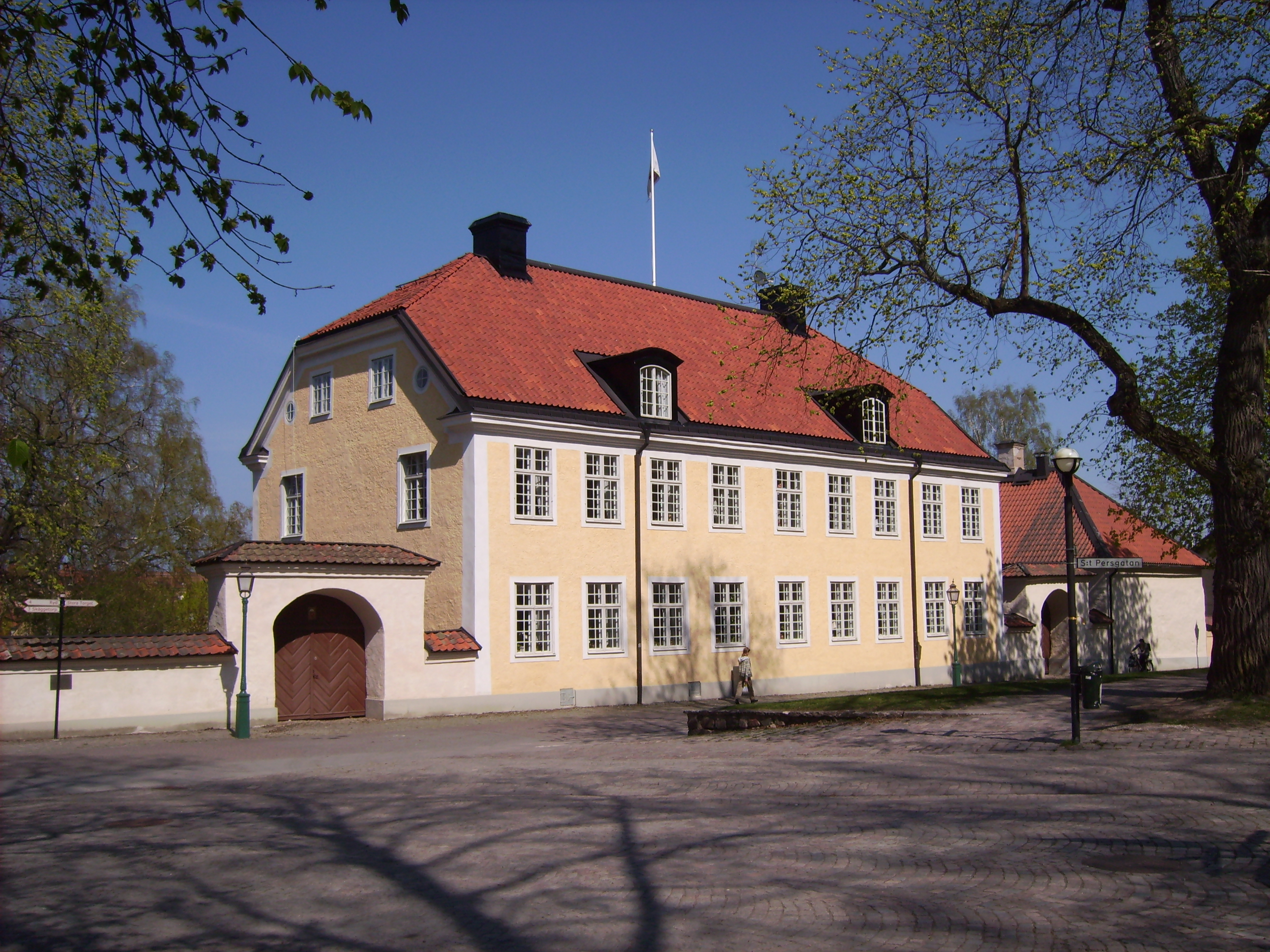
Biskopsgården är residens för biskopen i Linköpings stift.